# Cry-Baby
Cry-Baby és una pel·lícula musical del 1990 dirigida per John Waters. Presenta Johnny Depp com un jove rebel dels anys 50 anomenat Wade Walker "el llàgrima", i també mostra un gran ventall d'actors, com Iggy Pop, Traci Lords, Susan Tyrrell o Patty Hearst. Aquesta pel·lícula no va obtenir grans audiències al començament, però s'ha convertit en una pel·lícula de culte i donà lloc a un musical de Broadway que va rebre nominacions als premis Tony de teatre.
Seguint la línia de Hairspray, la pel·lícula és una paròdia de musicals adolescents com Grease, de les pel·lícules d'Elvis Presley i de les pel·lícules dels anys 50 sobre delinqüents juvenils, com El salvatge i Rebel sense causa.

## Argument
La pel·lícula se centra en un grup de delinqüents juvenils anomenats "els Drapes" i la seva interacció amb la resta de la ciutat i una altra subcultura, "els Squares", el 1950 a Baltimore, Maryland.
Entre els membres de la banda es troba la germana embarassada d'en Wade, Pepper Walker, la sexualment activa Wanda Woodward, la desfigurada Malnorowski i el seu xicot Milton Hackett. Com a cap de la banda es troba en Wade Walker "el llàgrima", que juntament amb la seva banda i la resta dels "Drapes" són els més temuts del poble.
En Walker "el llàgrima", líder de la banda juvenil dels "Drapes" de Baltimore i fanàtic de la música rockabilly, i l'Allison, una "Square", s'enamoren de sobte després de sortir un dia de rebre una vacuna. Però l'àvia de l'Allison i el seu xicot Baldwin n'estan disgustats. La pel·lícula mostra allò que ha de superar la jove parella per estar junts i com llurs accions afecten la resta de la ciutat.

## Repartiment
- Johnny Depp: Wade "Cry-Baby" Walker
- Amy Locane: Allison Vernon-Williams
- Polly Bergen: Mrs. Vernon-Williams
- Susan Tyrrell: Ramona Rickettes
- Iggy Pop: Belvedere Rickettes
- Ricki Lake: Pepper Walker
- Traci Lords: Wanda Woodward
- Kim McGuire: Mona Malnorowski/Hatchet-Face
- Darren E. Burrows: Milton Hackett
- Kim Webb: Lenora Frigid
- Stephen Mailer: Baldwin
- Jonathan Benya i Jessica Raskin: Snare-Drum i Susie Q, fill i filla de Pepper
- Troy Donahue i Mink Stole: Sr. i Sra. Malnorowski, els pares de Hatchet-Face
- Joe Dallesandro i Joey Heatherton: Sr. i Sra. Hackett, els pares de Milton
- Robert Marbury: xicot de Pepper
- David Nelson i Patricia Hearst: Sr. i Sra. Woodward, pares de Wanda
- Robert Tyree: Dupree
- Robert Walsh: jutge
- Willem Dafoe: guardià